# ヘンリー・ロドリゲス (投手)
ヘンリー・アルバート・ロドリゲス（Henry Alberto Rodríguez, 1987年2月25日 - ）は、ベネズエラのスリア州出身のプロ野球選手（投手）。右投右打。現在はフリーエージェント。

## 経歴

### アスレチックス時代
2006年に、傘下のルーキー級アリゾナリーグ・アスレチックスでキャリアをスタートさせる。
2007年は、A級ケーンカウンティ・クーガーズでプレーし、20試合（内、18先発）に登板しし、防御率3.07だった。
2008年は、A+級ストックトン・ポーツとAA級ミッドランド・ロックハウンズでプレーし、34試合（内、22先発）に登板し、防御率5.20だった。
2009年9月21日のテキサス・レンジャーズ戦の8回に登板し、メジャーデビューを果たした。

### ナショナルズ時代
2010年12月16日、コーリー・ブラウンと共に、ジョシュ・ウィリンガムとのトレードでワシントン・ナショナルズへ移籍した。
2011年は、59試合に登板し、防御率3.56、70奪三振など、キャリアで一番の成績を残した。
2012年は、開幕前にドリュー・ストーレンが故障者リストに登録されたため、クローザーとなった。4月28日から5月13日にかけて、6回のセーブ機会のうち3回に失敗してしまい、その翌日からクローザーの役割をセットアッパーのタイラー・クリッパードに譲り、本来のリリーフに戻った。最終的にこの年は、35試合に登板した。
2013年は、17試合に登板したが不振のため、6月4日にDFAとなった。

### ナショナルズ退団後
2013年6月11日にイアン・ディクソンとのトレードでシカゴ・カブスへ移籍した。7月14日にコール・ギレスピーを昇格させるため、DFAとなった。
2014年1月16日にマイアミ・マーリンズとマイナー契約を結んだ。5月14日にDFAとなり、6月12日に解雇された。6月13日にシカゴ・ホワイトソックスとマイナー契約を結んだ。傘下のAAA級シャーロット・ナイツでプレーしていた。7月に解雇された。
2015年1月22日にアリゾナ・ダイヤモンドバックスとマイナー契約を結ぶが、3月30日に解雇となる。オフにベネズエラのウィンターリーグでプレー。
その後所属球団なかったが、2018年オフのベネズエラウィンターリーグに参加。

## 選手としての特徴
最速103.2mph（約166.1km/h、2010年計測）の速球を誇る。

## 詳細情報

### 年度別投手成績
| 年 度     | 球 団     | 登 板 | 先 発 | 完 投 | 完 封 | 無 四 球 | 勝 利 | 敗 戦 | セ 丨 ブ | ホ 丨 ル ド | 勝 率 | 打 者 | 投 球 回 | 被 安 打 | 被 本 塁 打 | 与 四 球 | 敬 遠 | 与 死 球 | 奪 三 振 | 暴 投 | ボ 丨 ク | 失 点 | 自 責 点 | 防 御 率 | W H I P |
| --------- | --------- | ----- | ----- | ----- | ----- | -------- | ----- | ----- | -------- | ----------- | ----- | ----- | -------- | -------- | ----------- | -------- | ----- | -------- | -------- | ----- | -------- | ----- | -------- | -------- | ------- |
| 2009      | OAK       | 3     | 0     | 0     | 0     | 0        | 0     | 0     | 0        | 0           | ----  | 20    | 4.0      | 4        | 0           | 2        | 0     | 1        | 4        | 3     | 0        | 2     | 1        | 2.25     | 1.50    |
| 2010      | OAK       | 29    | 0     | 0     | 0     | 0        | 1     | 0     | 0        | 3           | 1.000 | 121   | 27.2     | 25       | 2           | 13       | 0     | 1        | 33       | 7     | 0        | 16    | 14       | 4.55     | 1.37    |
| 2011      | WSH       | 59    | 0     | 0     | 0     | 0        | 3     | 3     | 2        | 10          | .500  | 295   | 65.2     | 54       | 1           | 45       | 1     | 2        | 70       | 14    | 1        | 30    | 26       | 3.56     | 1.51    |
| 2012      | WSH       | 35    | 0     | 0     | 0     | 0        | 1     | 3     | 9        | 2           | .250  | 131   | 29.1     | 19       | 4           | 22       | 0     | 1        | 31       | 10    | 1        | 20    | 19       | 5.83     | 1.40    |
| 2013      | WSH       | 17    | 0     | 0     | 0     | 0        | 0     | 1     | 0        | 1           | .000  | 86    | 18.0     | 14       | 1           | 16       | 0     | 1        | 11       | 2     | 1        | 8     | 8        | 4.00     | 1.67    |
| 2013      | CHC       | 5     | 0     | 0     | 0     | 0        | 0     | 0     | 0        | 0           | ----  | 23    | 4.0      | 6        | 1           | 4        | 1     | 1        | 1        | 0     | 0        | 4     | 2        | 4.50     | 2.50    |
| '13計     | CHC       | 22    | 0     | 0     | 0     | 0        | 0     | 1     | 0        | 1           | .000  | 109   | 22.0     | 20       | 2           | 20       | 1     | 2        | 12       | 2     | 1        | 12    | 10       | 4.09     | 1.82    |
| 2014      | MIA       | 2     | 0     | 0     | 0     | 0        | 0     | 0     | 0        | 0           | ----  | 11    | 1.2      | 2        | 0           | 5        | 0     | 0        | 1        | 0     | 0        | 2     | 2        | 10.80    | 4.20    |
| 通算：6年 | 通算：6年 | 150   | 0     | 0     | 0     | 0        | 5     | 7     | 11       | 16          | .417  | 687   | 150.1    | 124      | 9           | 107      | 2     | 7        | 151      | 36    | 3        | 82    | 72       | 4.31     | 1.54    |

- 2015年度シーズン終了時
- 各年度の太字はリーグ最高

### 背番号
- 63 (2009年 - 2013年途中、2014年)
- 62 (2013年途中 - 同年終了)